# Centaurea valdemonensis
Centaurea valdemonensis — вид квіткових рослин з родини айстрових (Asteraceae).

## Біоморфологічна характеристика
Багаторічна трав'яниста рослина, запушена. Листки 1–2 перистороздільні. Суцвіття (щиток) містить 2–7 голів; обгортки яйцеподібні, 11–15 × 11–16 мм. Квіти рожево-бузкові. Сім'янка жовто-бура, 3.8–4.7 × 1.5–2.1 мм. Папус білий, 1.5–2 мм.

## Поширення
Як відомо досі, Centaurea valdemonensis зустрічається в одній популяції на північному сході Сицилії, на горах Неброді; але не виключено, що гірський комплекс може приймати інші субпопуляції.

## Етимологія
Видовий епітет стосується до «гір Вальдемоне», назва, яка використовувалася з Середньовіччя до 19-го століття для Північно-Сицилійського хребта, де був знайдений вид, описаний тут.